# Chóvar
Chóvar – gmina w Hiszpanii, w prowincji Castellón, we wspólnocie autonomicznej Walencja, o powierzchni 18,31 km². W 2011 roku liczyła 355 mieszkańców.